# Spinkrabben
De spinkrabben (Majidae) zijn een vrij grote familie uit de infraorde krabben (Brachyura). De wetenschappelijke naam van de familie werd in 1819 als "Maïadae" voorgesteld door George Samouelle. Tot deze familie behoren de grote spinkrab (Maja squinado) en de paddenstoelkrab (Eurinome aspera), de enige soorten uit deze groep die voor de Belgische en Nederlandse kust voorkomen.

## Kenmerken
Spinkrabben hebben een driehoekige schaal, waarvan de vorm tot stand komt doordat de voorzijde van de carapax zich geleidelijk versmalt en vaak ook nog uitloopt in een langwerpig rostrum. Ze hebben lange, dunne, schaardragende poten. De afmetingen van de schaal variëren van 8 mm tot 50 cm. Soms gaat het gehele lichaam schuil onder de schaal.

## Leefwijze
Hun voedsel bestaat uit sponzen, zakpijpen, zeewier en zelfs afval. Ze zijn goed gecamoufleerd dankzij hun schaal, waardoor ze goed beschermd zijn tegen roofvijanden.

## Verspreiding en leefgebied
Deze familie komt voor in alle wereldzeeën, behalve rond de polen, van het getijdengebied tot 2000 meter diepte.

## Systematiek
De Majidae werden vroeger in acht onderfamilies (met in totaal 155 geslachten) onderverdeeld. Tegenwoordig zijn dat er nog vier, waarvan één volledig fossiel . De onderfamilies die nu in de Majidae sensu stricto worden ondergebracht zijn:
- Eurynolambrinae Števčić, 1994
- Majinae Samouelle, 1819
- Micromaiinae  †  Beurlen, 1930
- Planoterginae Števčić, 1991